# Panneau de signalisation d'une piste ou bande cyclable obligatoire en France
Le panneau de signalisation routière français circulaire à fond bleu, bordé d’un listel blanc et portant en son centre un pictogramme représentant une bicyclette, signale aux cycles sans side-car ou remorque qu'ils sont tenus de circuler sur la piste cyclable ou la bande à l'entrée de laquelle il est placé. Ce panneau est codifié B22a.
Dans la définition de ce panneau (Annexe 1 de l'arrêté du 6 décembre 2011), il est indiqué que sur cette voie, les piétons n'ont pas le droit de circuler ni de s'arrêter.

## Histoire
En 1932, la France possédait sept panneaux de danger, douze signaux comportant des prescriptions absolues dont dix « interdictions » et deux « obligations » (sens obligatoire et arrêt à proximité d’un poste de douane), trois signaux « d'indications » et plusieurs types de signaux de « localités et d'orientations ».
Le signal de piste cyclable obligatoire apparaît pour la première fois  en 1935, dans la première circulaire sur la « signalisation officielle », qui est dorénavant complétée régulièrement au fur et à mesure des nouvelles dispositions. Il s’agit du treizième panneau entrant dans le classement des prescriptions absolues sous la forme d'un texte blanc inscrit sur fond bleu : « Piste obligatoire pour cyclistes ».
Il figure sous le code B22 dans le fascicule Nouvelle signalisation routière édité par le Ministère des Travaux Publics, des Transports et du Tourisme, annexé au code de la route de 1954. Le symbole d’un vélo de couleur blanche sur fond bleu remplace l’inscription textuelle antérieure.
En 1977, le disque bleu est bordé d’un listel blanc, à l’instar de tous les autres panneaux.
Le panneau de fin d'obligation de piste ou bande cyclable apparaît également en 1977.

Ancien panneau de piste cyclable obligatoire B13 (1935)

## Usage
Le panneau B22a signale l'entrée d'une piste ou d'une bande cyclable et est éventuellement complété par un panonceau directionnel M3. En intersection, l'existence d'une piste cyclable doit être signalée sur la ou les voies affluentes.
Ces panneaux doivent être complétés par des panonceaux directionnels M3 comportant une flèche si la piste est à sens unique ou une double flèche si la piste est à double sens.
Lorsqu'on veut étendre cette obligation aux cyclomoteurs, on le signale en adjoignant au panneau B22a le panonceau M4d2.

Utilisation des panneaux de piste ou bande cyclable obligatoire (toutes photos de 2011)
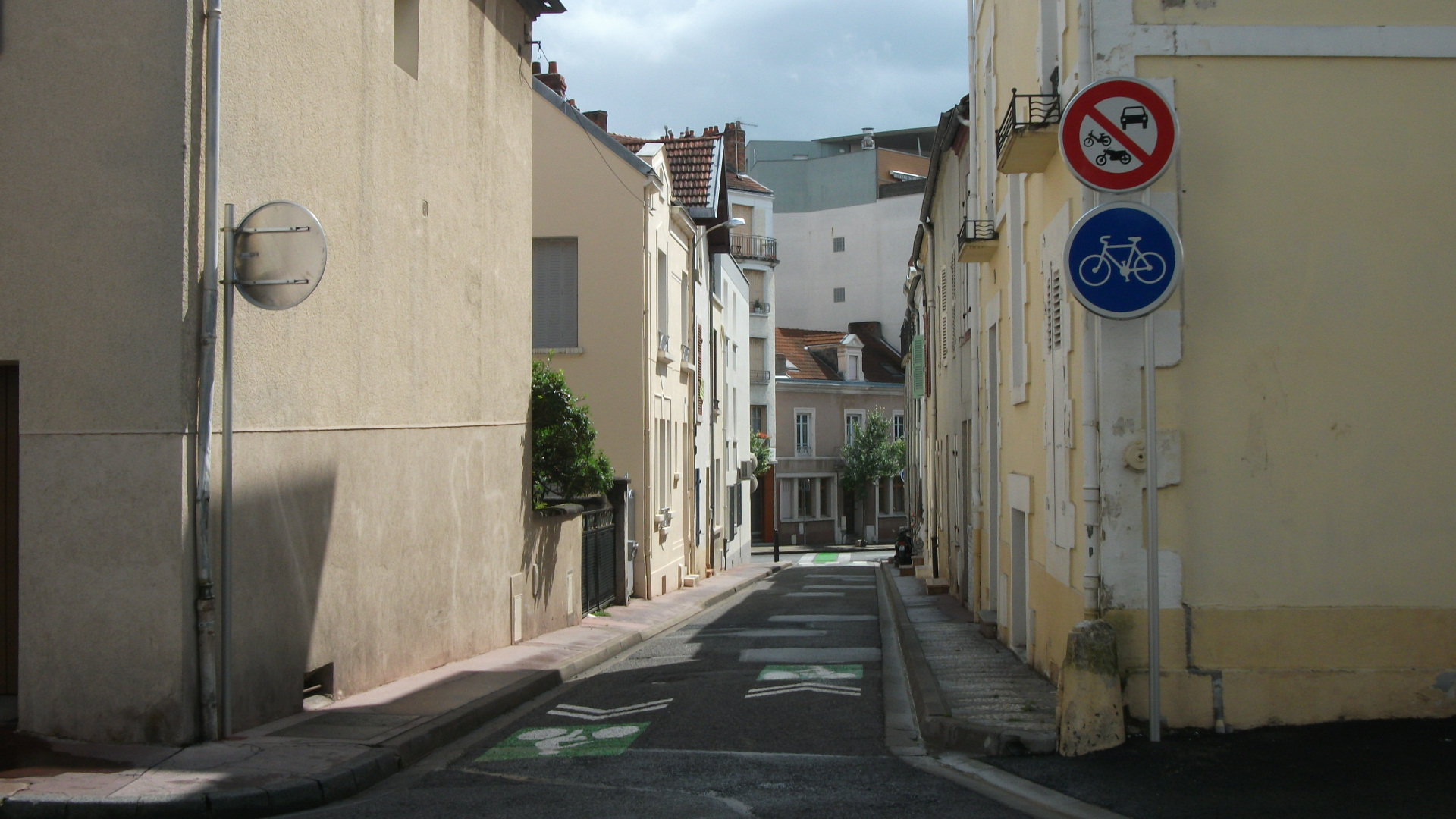
Début de l’obligation (le panneau peut être complété comme dans cet exemple avec le panneau d’interdiction d’accès aux véhicules à moteur).
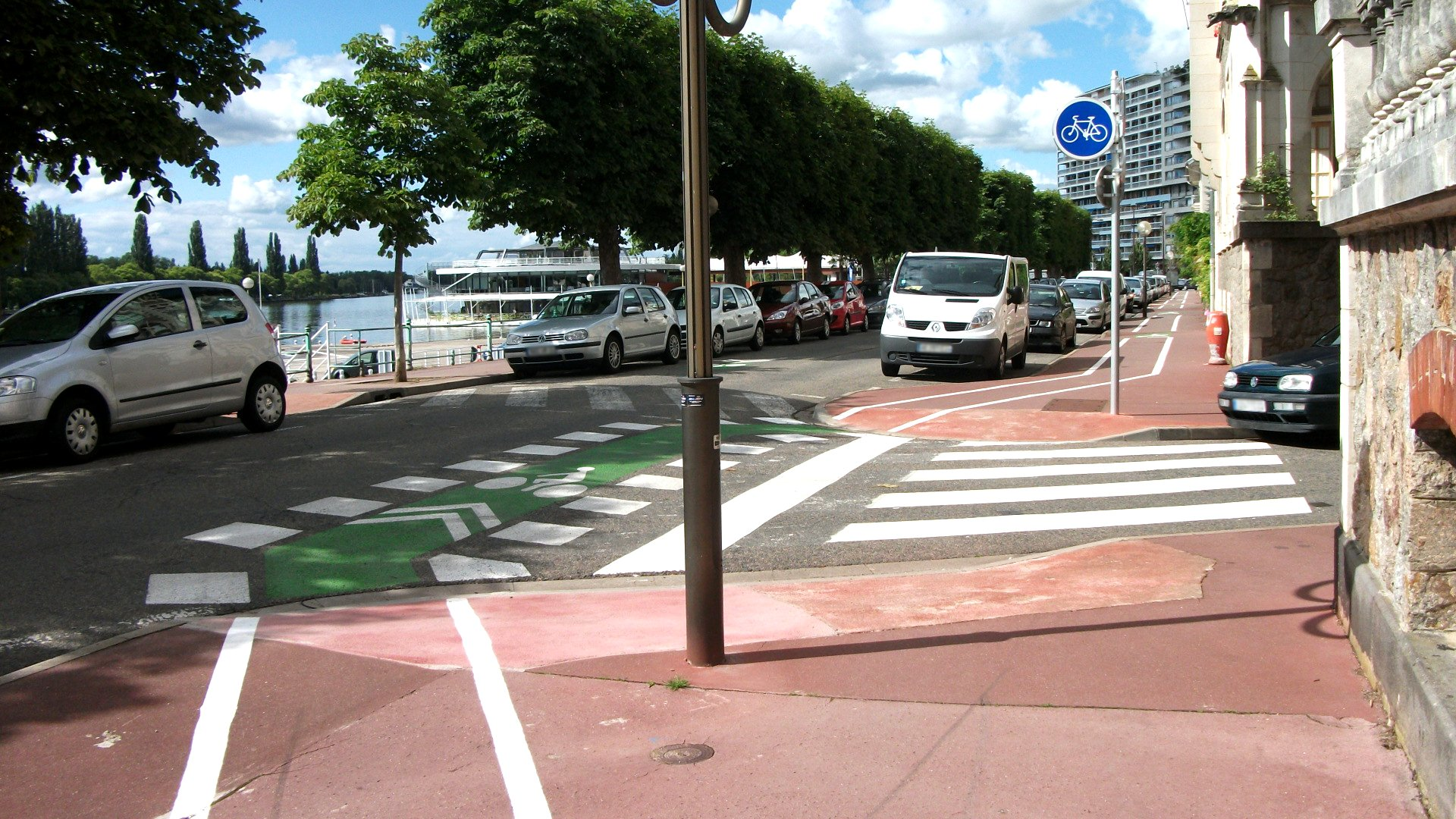
Rappel de l’obligation (aménagement actuellement disparu).
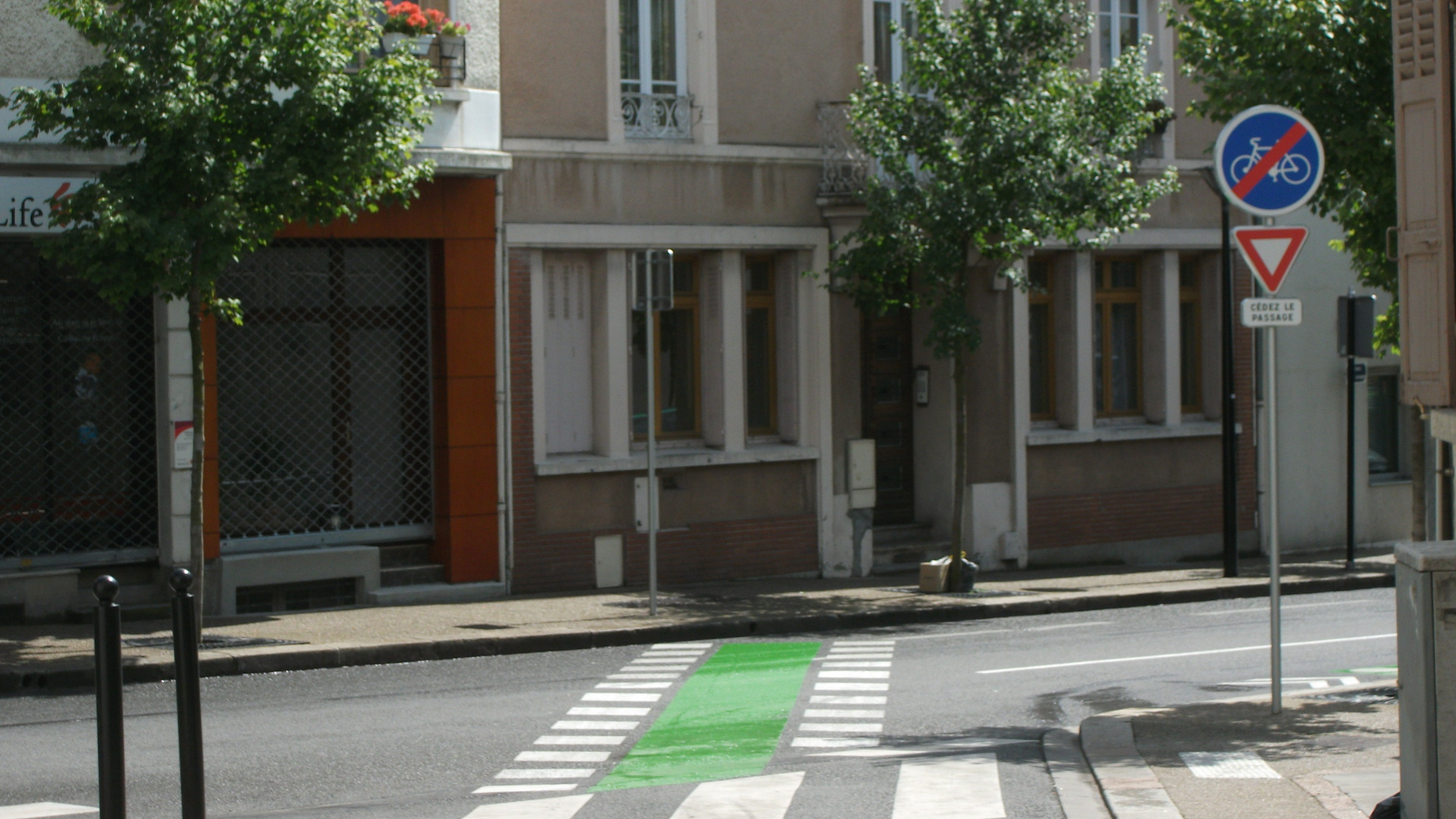
Fin de l’obligation.
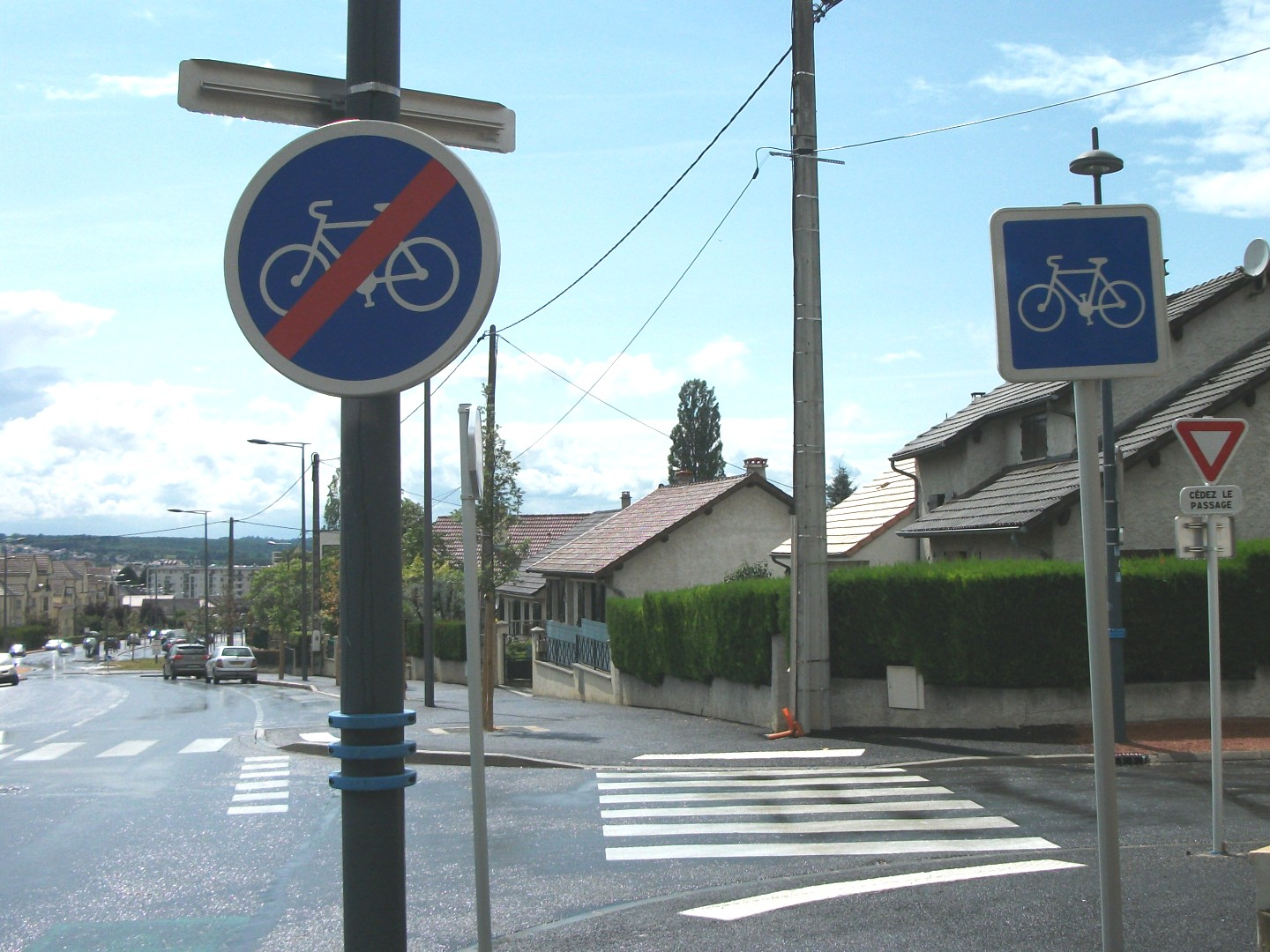
Fin de l’obligation, mais un tel aménagement se poursuit avec le panneau C113.

## Caractéristiques
Il existe cinq gammes de dimensions de panneaux de prescription.

## Implantation du panneau

### Position
Les panneaux de prescription sont placés au voisinage immédiat de l'endroit où la prescription commence à s'imposer. Ils doivent être répétés après chaque intersection autre que celles avec des voies privées non ouvertes à la circulation publique ou des chemins de terre.

### Distance du bord de chaussée

Implantation d'un panneau de prescription sur accotement en rase campagne

Sauf contrainte de site, la distance entre l'aplomb de l'extrémité du panneau situé du côté de la chaussée et la rive voisine de cette extrémité ne doit pas être inférieure à 0,70 m.
En rase campagne, les panneaux sont placés en dehors de la zone située en bord de chaussée et traitée de telle façon que les usagers puissent y engager une manœuvre de redirection ou de freinage dite « zone de récupération », ou leur support au minimum à 2 m du bord voisin de la chaussée, à moins que des circonstances particulières s'y opposent (accotements étroits, présence d'une plantation, d'une piste cyclable, d'une voie ferrée, etc.).
En agglomération, les panneaux sont placés de manière à minimiser la gêne des piétons.
Le support d'un signal peut aussi être implanté sur une propriété riveraine ou ancré à une façade après accord du propriétaire ou par application si cela est possible en vertu du décret-loi du 30 octobre 1935 et du décret 57-180 du 16 février 1957.

### Hauteur au-dessus du sol
En rase campagne, la hauteur réglementaire est fixée en principe à 1 m (si plusieurs panneaux sont placés sur le même support, cette hauteur est celle du panneau inférieur), hauteur assurant généralement la meilleure visibilité des panneaux frappés par les feux des véhicules. Elle peut être modifiée compte tenu des circonstances locales soit pour assurer une meilleure visibilité des panneaux, soit pour éviter qu'ils masquent la Circulation.
En agglomération, lorsqu’il y a un éclairage public, les panneaux peuvent être placés à une hauteur allant jusqu'à 2,30 m pour tenir compte notamment des véhicules qui peuvent les masquer, ainsi que de la nécessité de ne gêner qu'au minimum la circulation des piétons.

### Position de la face
Le plan de face avant d'un panneau implanté sur accotement ou trottoir doit être légèrement incliné de 3 à 5° vers l'extérieur de la route afin d'éviter le phénomène de réflexion spéculaire qui peut, de nuit, rendre le panneau illisible pendant quelques secondes.

## Visibilité de nuit
Les panneaux et panonceaux de signalisation doivent être visibles et garder le même aspect de nuit comme de jour. Les signaux de danger sont tous rétroréfléchissants ou éventuellement dans certaines conditions, éclairés.
Les revêtements rétroréfléchissants doivent avoir fait l'objet, soit d'une homologation, soit d'une autorisation d'emploi à titre expérimental. La rétroréflectorisation porte sur toute la surface des panneaux et panonceaux à l'exception des parties noires.